# ساوت‌همپتون ۰–۹ لستر سیتی
مسابقه لیگ برتر فوتبال انگلستان ۲۰–۲۰۱۹ بین ساوت‌همپتون و لستر سیتی در ورزشگاه سنت مری، ساوت‌همپتون، در ۲۵ اکتبر ۲۰۱۹ برگزار شد.
لستر با پیروزی ۹–۰، با منچستر یونایتد مقابل ایپسویچ تاون در سال ۱۹۹۵ برای پیروزی ۹–۰ در تاریخ برابری کرد و بهترین پیروزی تاریخ این رقابت‌ها را به دست آورد.
این نتیجه همچنین رکورد جدیدی را برای بزرگترین برد خارج از خانه در تاریخ فوتبال برتر انگلیس رقم زد. این مسابقه به طور مستقیم از اسکای اسپورت پخش شد.

## زمینه
لستر مسابقه را در رده سوم و هم‌سطح با چلسی با ۱۷ امتیاز آغاز کرد اما اختلاف گل پیش رو داشت. ساوت‌همپتون در رده هفدهم قرار داشت و با ۸ امتیاز با نیوکاسل یونایتد گره خورده بود اما در اختلاف گل نیز جلوتر بود.

## جزئیات مسابقه
| ساوت‌همپتون | ۰–۹   | لستر سیتی                                                                                 |
| ---------- | ----- | ----------------------------------------------------------------------------------------- |
|            | گزارش | چیلول ۱۰' · تیلمانس ۱۷' · پرز ۱۹'، ۳۹'، ۵۷' · واردی ۴۵'، ۵۸'، ۹۰+۴' (پنالتی) · مدیسون ۸۵' |

| ساوت‌همپتون | لستر سیتی |

| مرد مسابقه: جیمی واردی (لستر سیتی) دستیار داوران: اسکات لجر سایمون لانگ داور چهارم: اندرو مادلی کمک داور ویدئویی: مایک دین دستیار داور ویدئویی: اندی هالیدی | قوانین مسابقه - ۹۰ دقیقه - هیچ وقت اضافه و پنالتی نیست - هفت جانشین نامگذاری شده اند - حداکثر سه تعویض |

### آمار
| آمار               | ساوت‌همپتون | لستر سیتی |
| ------------------ | ---------- | --------- |
| گل‌های زده شده      | ۰          | ۹         |
| مجموع شوت‌ها        | ۶          | ۲۵        |
| شوت‌های داخل چارچوب | ۳          | ۱۵        |
| مالکیت توپ         | ۲۷٪        | ۷۳٪       |
| ضربات کرنر         | ۲          | ۷         |
| خطاهای انجام شده   | ۳          | ۱۲        |
| کارت زرد           | ۰          | ۰         |
| کارت قرمز          | ۱          | ۰         |